# Силлс, Милтон
Милтон Джордж Густавус Силлс (англ. Milton Sills; 12 января 1882, Чикаго — 15 сентября 1930, Лос-Анджелес) — популярный американский актёр театра и немого кино. Один из основателей Американской академии киноискусства.

## Биография
Родился в богатой семье. Его отец торговал полезными ископаемыми, а мать, наследница процветающих банкиров, была занята в банковской сфере. Обучался в Чикагском университете на факультете психологии и философии. Работал преподавателем.
В 1905 году театральный менеджер Дональд Робертсон, создавший новый театр в Чикаго, выступил в университете с лекциями об известных драматургах и предложил М. Силлсу роль в театральном спектакле. Тот согласился и оставил преподавательскую карьеру, присоединился к театральной труппе Робертсона и начал гастролировать по стране.
Три года спустя М. Силлс отправился в Нью-Йорк, где преуспел, играя в Бродвейских театрах. В 1908—1914 годах играл во многих пьесах на Бродвее, стал театральной звездой, добился большой популярности.
В 1910 году женился на английской актрисе Глэдис Винн, племяннице Эдит Уинн Мэттисон, с которой у него родился ребенок — дочь Дороти.
В 1914 году М. Силлс начал сниматься в кино. Его дебютом стала высокобюджетная драма «The Pit» на World Film Company. Благодаря этой роли Силлс подписал контракт с продюсером Уильямом А. Брейди. Фильм был чрезвычайно успешным в прокате.
В 1915 году М. Силлс сыграл в не менее популярной драме «The Deep Purple» со звездой немецкого кино Кларой Кимбалл Янг (Clara Kimball Young)). В 1917 году он появился в ленте «The Honor System», которая считается одной из лучших кинокартин того времени.
В начале 1920-х годов М. Силлс, пользуясь большой популярностью, работал с такими известными киностудиями, как MGM, Paramount Pictures и Pathé. Снялся в 86 кинофильмах.
Часто снимался с популярными женщинами той эпохи: Джеральдиной Фаррар, Глория Свансон и Виола Дана.
В 1925 году развёлся с первой женой. В 1926 году он женился на актрисе Дорис Кеньон, с которой у него родился сын.

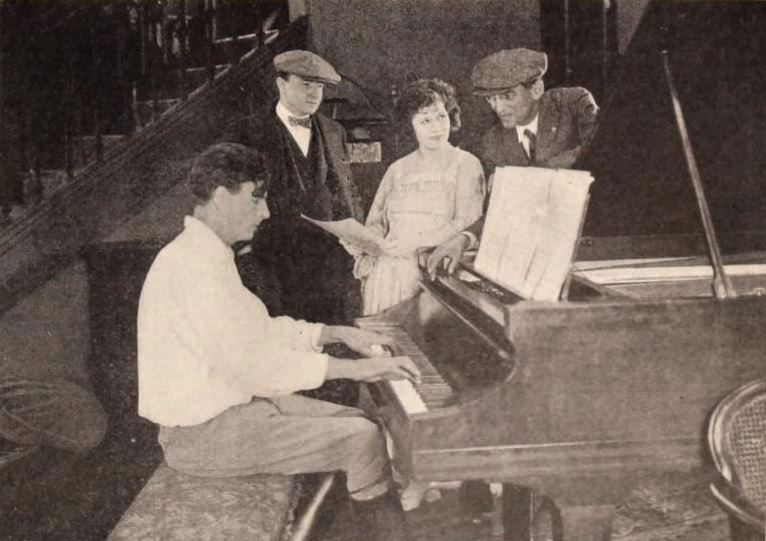
Милтон Силлс за фортепиано, стоят сценарист Артур Сомерс Рош, актриса Ора Кэрью и режиссёр Фил Розен

В мае 1927 г. был одним из 36 основателей Академии кинематографических искусств и наук (AMPAS).
Милтон Силлс появился только в одном звуковом фильме «Обрамленный» (1927), в котором продемострировал, что у него отличный голос.
Милтон Силлс умер внезапно от сердечного приступа 15 сентября 1930 года во время игры в теннис со второй женой актрисой Дорис Кеньон в Санта-Барбаре, штат Калифорния.
Имеет Звезду на Голливудской «Аллее славы».

## Избранная фильмография

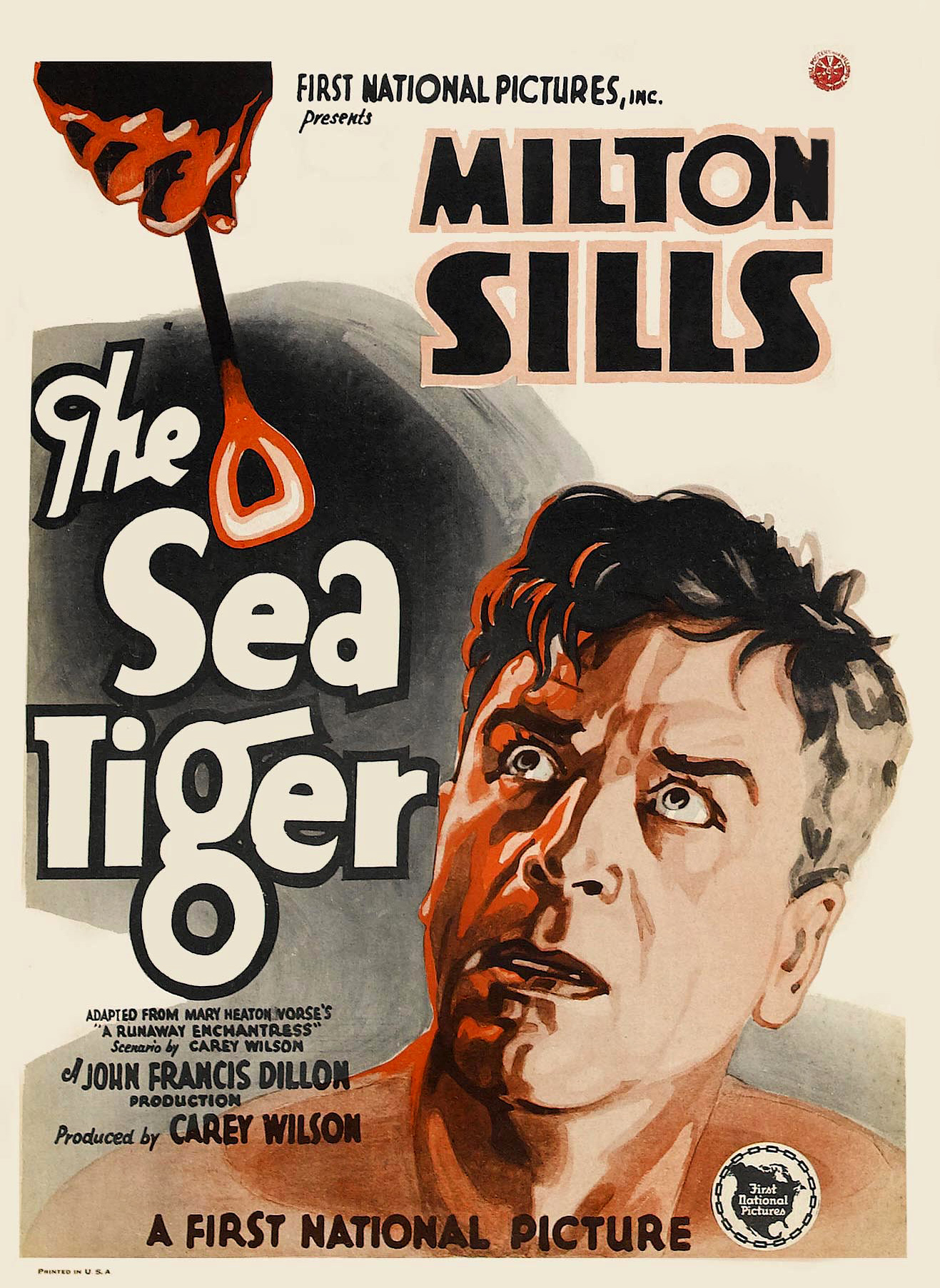
Постер фильма «Морской тигр», 1927

- 1918 — Вечная борьба — Разум / Брюс
- 1919 — Глаза молодости — Луи Энтони
- 1919 — Что изучает каждая женщина — Вальтер Мелрос
- 1920 — Сладкая лаванда — Гораций Барн
- 1921 — Дурачок — Дик
- 1922 — Пылающие пески — Даниэль Лэйн
- 1922 — Пылкая юность — Кэри Скотт
- 1924 — Морской ястреб — сэр Оливер Трессилиан
- 1925 — Как желает мужчина — майор Джон Крейг
- 1926 — Рай — Тони
- 1927 — Морской тигр — Джастин Рамос
- 1927 — Зазывала — Нифти Миллер
- 1928 — Время-не-ждёт — «Время-не-ждёт»
- 1930 — Морской волк — «Волк» Ларсен